# Persone di cognome Adam
| Questa pagina contiene informazioni ricavate automaticamente dalle voci biografiche con l'ausilio del template Bio e di un bot. L'aggiornamento è periodico e automatico e ricostruisce completamente la pagina. Se manca una persona in questa lista, sei pregato di non aggiungerla, ma accertati piuttosto che la sua voce biografica contenga il template Bio e che i dati anagrafici siano correttamente compilati. Se il template Bio manca, inseriscilo tu stesso o, in alternativa, metti l'avviso {{tmp\|Bio}} che ne segnala la mancanza. Se i dati riportati sono sbagliati, correggi direttamente la voce biografica; le modifiche saranno visibili in questa lista entro pochi giorni. Per chiarimenti vedi il progetto antroponimi. La lista contiene solo le 86 persone che sono citate nell'enciclopedia e per le quali è stato implementato correttamente il template Bio. Pagina aggiornata al 7 giu 2025. |

Questa è una lista di persone presenti nell'enciclopedia che hanno il cognome Adam, suddivise per attività principale.

## Archeologi(1)
- Jean-Pierre Adam, archeologo e architetto francese (Parigi, n. 1937)

## Architetti(4)
- Friedrich Adam, architetto tedesco (Monaco di Baviera, n. 1847 - † 1928)
- James Adam, architetto scozzese (Londra, n. 1732 - Londra, † 1794)
- Robert Adam, architetto scozzese (Kirkcaldy, n. 1728 - Londra, † 1792)
- William Adam, architetto scozzese (n. 1689 - † 1748)

## Attrici(1)
- Marie-Christine Adam, attrice francese (n. 1950)

## Attrici pornografiche(1)
- Faye Runaway, ex attrice pornografica statunitense (Detroit, n. 1987)

## Calciatori(10)
- Abdulfattah Adam, calciatore saudita (Medina, n. 1995)
- Charlie Adam, ex calciatore scozzese (Dundee, n. 1985)
- Glen Adam, ex calciatore neozelandese (n. 1959)
- Jimmy Adam, calciatore scozzese (Blantyre, n. 1931 - Melbourne, † 2008)
- Karl Adam, calciatore tedesco (Coblenza, n. 1924 - Coblenza, † 1999)
- Law Adam, calciatore olandese (Probolinggo, n. 1908 - Surabaya, † 1941)
- Lukáš Adam, ex calciatore ceco (Pardubice, n. 1980)
- Mihai Adam, calciatore rumeno (Câmpia Turzii, n. 1940 - † 2015)
- Stéphane Adam, ex calciatore francese (Lilla, n. 1969)
- Waleed Bakhet Adam, calciatore sudanese (n. 1998)

## Cantanti(1)
- Anda Adam, cantante rumena (Bucarest, n. 1980)

## Cestisti(3)
- Klaus Adam, ex cestista tedesco (Jena, n. 1942)
- Raz Adam, cestista israeliano (Natanya, n. 1999)
- Youssouf Adam, cestista centrafricano († 2019)

## Chimici(2)
- Jean-Édouard Adam, chimico e fisico francese (Rouen, n. 1768 - Montpellier, † 1807)
- Neil Kensington Adam, chimico inglese (Cambridge, n. 1891 - Southampton, † 1973)

## Ciclisti su strada(1)
- François Adam, ciclista su strada e ciclocrossista belga (Stockay-Saint Georges, n. 1911 - Amay, † 2002)

## Compositori(1)
- Adolphe-Charles Adam, compositore e critico musicale francese (Parigi, n. 1803 - Parigi, † 1856)

## Diplomatici(1)
- John Adam, diplomatico e politico britannico (n. 1779 - Al largo delle coste del Madagascar, † 1825)

## Generali(1)
- Yekutiel Adam, generale israeliano (Tel Aviv, n. 1927 - Castello di Beaufort, † 1982)

## Giocatori di curling(1)
- Mike Adam, giocatore di curling canadese (Labrador City, n. 1981)

## Incisori(2)
- Jacob Adam, incisore austriaco (Vienna, n. 1748 - Vienna, † 1811)
- Jakob Adam, incisore austriaco (Vienna, n. 1748 - Vienna, † 1811)

## Linguisti(1)
- Lucien Adam, linguista francese (Nancy, n. 1833 - Rennes, † 1918)

## Militari(4)
- Arthur Adam, militare tedesco
- Augusto Adam, militare e partigiano italiano (Étroubles, n. 1910 - Roma, † 1979)
- Hans Ritter von Adam, militare e aviatore tedesco (Bayerisch Eisenstein, n. 1886 - Langemark, † 1917)
- Hans Adam, militare tedesco (Wesel, n. 1883 - Düsseldorf, † 1948)

## Mineralogisti(1)
- Gilbert Joseph Adam, mineralogista francese (Fontainebleau, n. 1795 - Parigi, † 1881)

## Missionari(3)
- Guillaume Adam, missionario, scrittore e arcivescovo cattolico francese († 1341)
- Jean Martin Adam, missionario e vescovo cattolico francese (Sigolsheim, n. 1846 - Bordeaux, † 1929)
- Jean-Jérôme Adam, missionario e arcivescovo cattolico francese (Wittenheim, n. 1904 - Franceville, † 1981)

## Nuotatori(1)
- Ahmed Adam, ex nuotatore sudanese (n. 1987)

## Oculisti(1)
- Curt Adam, oculista tedesco (Berlino, n. 1875 - Berlino, † 1941)

## Pesiste(1)
- Marianne Adam, ex pesista tedesca (Luckenwalde, n. 1951)

## Pianisti(1)
- Johann Ludwig Adam, pianista e compositore francese (Muttersholtz, n. 1758 - Parigi, † 1848)

## Pistard(1)
- Pierre Adam, pistard francese (Parigi, n. 1924 - † 2012)

## Pittori(16)
- Albrecht Adam, pittore, incisore e litografo tedesco (Nördlingen, n. 1786 - Monaco di Baviera, † 1862)
- Benno Adam, pittore tedesco (Monaco di Baviera, n. 1812 - Kelheim, † 1892)
- Carle Adam, pittore francese
- Clémence Adam, pittore francese (Parigi)
- Emil Adam, pittore tedesco (Monaco di Baviera, n. 1843 - Monaco di Baviera, † 1924)
- Eugen Adam, pittore tedesco (Monaco di Baviera, n. 1817 - Monaco di Baviera, † 1880)
- Franz Adam, pittore tedesco (Milano, n. 1815 - Monaco di Baviera, † 1886)
- Georg Adam, pittore e incisore tedesco (Norimberga, n. 1784 - Norimberga, † 1823)
- Heinrich Adam, pittore tedesco (Nördlingen, n. 1787 - Monaco di Baviera, † 1862)
- Henri Adam, pittore francese (Rouen, n. 1864 - † 1917)
- Hippolyte-Benjamin Adam, pittore francese (Parigi, n. 1808 - Parigi, † 1853)
- Jean Victor Adam, pittore francese (Parigi, n. 1801 - Viroflay, † 1867)
- Julius Adam I, pittore e fotografo tedesco (Monaco di Baviera, n. 1826 - Monaco di Baviera, † 1874)
- Julius Adam II, pittore tedesco (Monaco di Baviera, n. 1852 - Monaco di Baviera, † 1913)
- Richard Benno Adam, pittore tedesco (Monaco di Baviera, n. 1873 - Monaco di Baviera, † 1937)
- Edouard Adam, pittore francese (Brie-Comte-Robert, n. 1847 - Le Havre, † 1929)

## Politici(3)
- Gordon Adam, politico e ingegnere britannico (Carlisle, n. 1934)
- William Patrick Adam, politico britannico (n. 1823 - Udhagamandalam, † 1881)
- William Adam, politico e avvocato britannico (Blairadam, n. 1751 - Edimburgo, † 1839)

## Presbiteri(1)
- Miroslav Konštanc Adam, presbitero slovacco (Michalovce, n. 1963)

## Scenografi(1)
- Ken Adam, scenografo britannico (Berlino, n. 1921 - Londra, † 2016)

## Schermidori(1)
- Otto Adam, schermidore tedesco (Wiesbaden, n. 1909 - Ottweiler, † 1977)

## Scrittori(4)
- Ion Adam, scrittore romeno (Muntenii de Sus, n. 1875 - Iași, † 1911)
- Melchior Adam, scrittore tedesco (Grottkau - Heidelberg, † 1622)
- Olivier Adam, scrittore francese (Draveil, n. 1974)
- Paul Adam, scrittore francese (Parigi, n. 1862 - Parigi, † 1920)

## Scrittrici(1)
- Juliette Adam, scrittrice francese (Verberie, n. 1836 - Callian, † 1936)

## Scultori(10)
- Claude Adam, scultore francese
- François Gaspard Balthazar Adam, scultore francese (Nancy, n. 1710 - Parigi, † 1761)
- Gaspard-Louis-Charles Adam, scultore francese (n. 1760 - † 1845)
- Henri-Georges Adam, scultore e pittore francese (Parigi, n. 1904 - Perros-Guirec, † 1967)
- Jacob-Sigisbert Adam, scultore francese (Nancy, n. 1670 - Nancy, † 1747)
- Jacques-Félix Adam, scultore francese
- Jean-Baptiste Adam, scultore francese († 1766)
- Lambert-Sigisbert Adam, scultore francese (Nancy, n. 1700 - Parigi, † 1759)
- Nicolas-Félix Adam, scultore francese (Parigi, n. 1707 - Parigi, † 1759)
- Nicolas-Sébastien Adam, scultore francese (Nancy, n. 1705 - Parigi, † 1778)

## Teologi(1)
- Karl Adam, teologo tedesco (Pursruck, n. 1876 - Tubinga, † 1966)

## Tipografi(1)
- Jan Adam, tipografo polacco

## Vescovi cattolici(1)
- François-Nestor Adam, vescovo cattolico italiano (Étroubles, n. 1903 - Sion, † 1990)

## Zoologi(1)
- William Adam, zoologo olandese (L'Aia, n. 1909 - Bruxelles, † 1988)

## Senza attività specificata(1)
- Jiří Adam, ex pentatleta e schermidore cecoslovacco (Praga, n. 1950)